# 御巣鷹山 (山梨県)
御巣鷹山（おすたかやま）は、山梨県南都留郡富士河口湖町と同県都留市との境界にある標高1,775 mの山。この御巣鷹山と屏風山（標高1,785 m）、木無山（標高1730 m）の3峰を総称して三ツ峠山と呼称する。

## 地理
山梨県御坂山地東部のロッククライミングで知られる三つ峠の北側に位置する。三つ峠の山頂部は、開運山（三つ峠山、1,785 m）、御巣鷹山、木無山（1,732 m）の3つのピークで構成される。山頂に電波中継施設がある。
日本郵便より交通困難地に指定されており、地外から当地宛に郵便物を送付することはできない。
なお群馬県多野郡上野村に同名の山（標高1,639 m）があるほか、同じ山梨県の甲府市（茅ヶ岳の東7 km、中津森の北東1.5 km：座標）にも同名の山（標高1,522 m）がある。また長野県上水内郡信濃町にある黒姫山の中央火口丘（標高2,046 m地点の溶岩ドーム）も「御巣鷹山」（小黒姫）と呼称されている。

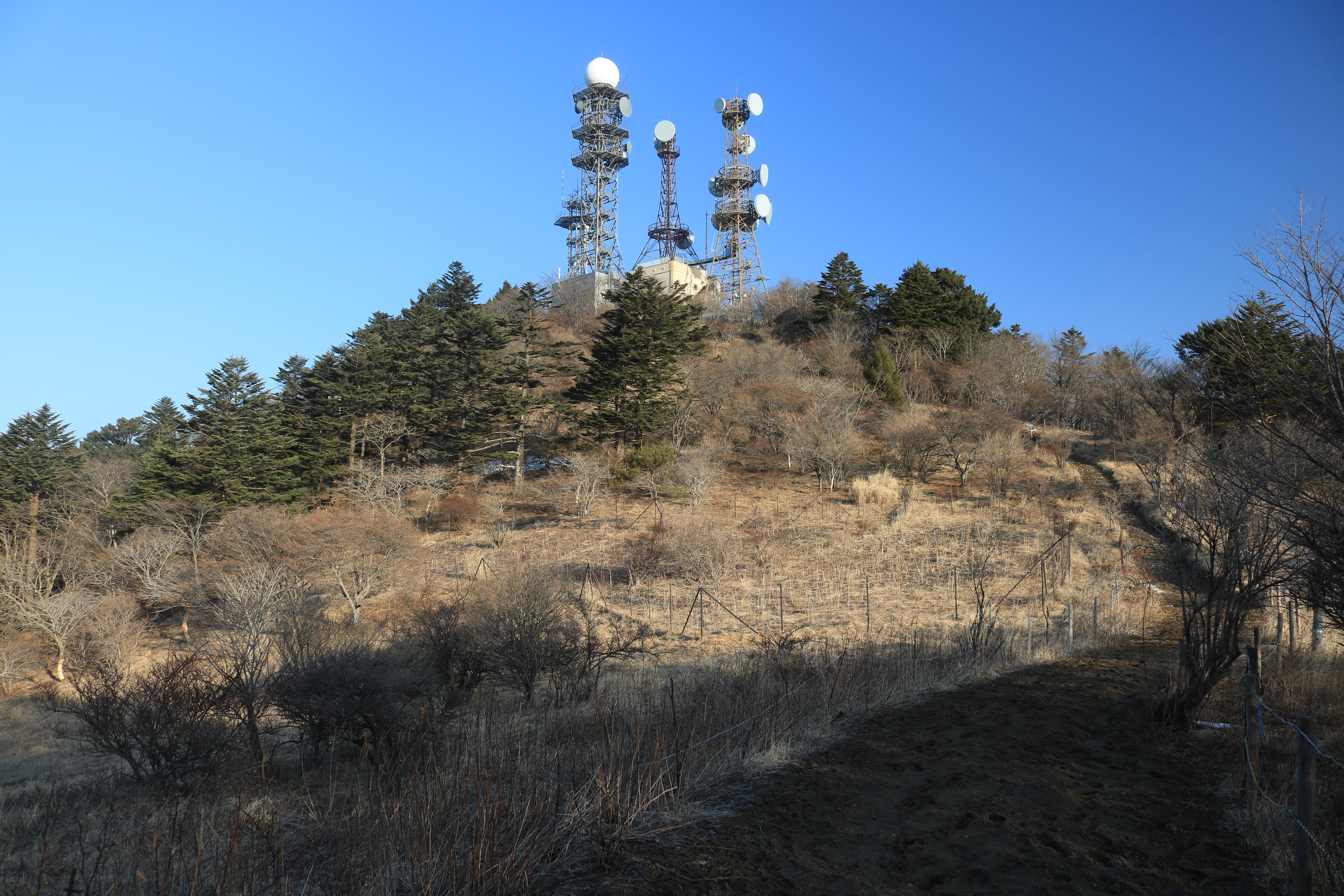
南側の三つ峠方面から望む御巣鷹山、山頂部に通信施設がある

## 隣接する山
- 三つ峠
- 御坂峠